# Symmetrisk matrix
I lineær algebra er en symmetrisk matrix en matrix, der er sin egen transponerede. En matrix A er derfor symmetrisk, hvis
{\displaystyle A^{T}=A,}
hvilket indebærer, at A er en kvadratisk matrix. Indgangene i en symmetrisk matrix er symmetriske omkring diagonalen (fra øverste venstre til nederste højre hjørne). Hvis indgangene skrives A = (aij) gælder således, at
{\displaystyle a_{ij}=a_{ji}}
for alle indeks i og j.
En matrix kaldes antisymmetrisk (eller skævsymmetrisk), hvis dens transponerede er lig dens negative (formelt AT = −A).

## Eksempler
Den følgende 3×3-matrix er symmetrisk:
{\displaystyle {\begin{bmatrix}1&2&3\\2&-4&5\\3&5&6\end{bmatrix}}}
Enhver diagonalmatrix er symmetrisk, da alle indgangene, der ikke ligger på diagonalen, er nul.

## Egenskaber
En af de grundlæggende sætninger, der behandler symmetriske matricer er spektralsætningen i det endeligdimensionale tilfælde. Sætningen siger, at enhver symmetrisk matrix med reelle værdier i alle indgange kan diagonaliseres af en ortogonal matrix. Mere eksplicit: Der eksisterer en reel ortogonal matrix Q, så D = QTAQ er en diagonalmatrix.
Et ækvivalent udsagn er, at egenvektorerne af en symmetrisk matrix er ortogonale.
Enhver reel symmetrisk matrix er Hermitisk, og derfor er alle dens egenværdier reelle. (Egenværdierne er indgangene i den ovenstående diagonalmatrix D, og derfor er D entydig bestemt af A med undtagelse af rækkefølgen af indgangene.) I bund og grund svarer det, at en reel matrix er symmetrisk, til at en kompleks matrix er Hermitisk.